# Studio15
studio15株式会社（スタジオフィフティーン）は、日本の芸能事務所。TikTokを中心に、企画・制作・プロモーションを行っている。

## 沿革

### 2019年
1月23日、TikTokを中心に、企画・制作からプロモーションを行う芸能事務所として設立。TikTokクリエイター専門のプロダクションとして、TikTokクリエイターが高いクオリティのコンテンツを制作できるよう、映像や音楽、ダンスなど、制作面で全面的にサポートしている。また、Youtubeやインスタグラムなど他のSNSで既に活動している著名インフルエンサーに対して、TikTokアカウントの開設やTikTokクリエイターとしての活動ができるよう、リクルーティング及び支援活動を継続して行っていき、TikTokの活性化に貢献。
6月11日、想定を超える企業からのニーズにより設立3ヵ月目にして黒字化を達成したことを公表。企業からのニーズの拡大を予想し、資金調達を実施。TikTokクリエイターの育成や映像・音楽コンテンツ制作に関するスタジオなどの設備投資、及び、TikTokクリエイターのマネジメントやリクルーティング人員の増強のために投資された。
6月24日、業界初となるTikTokに特化した15秒からなる短尺音源の制作を専門とするダンス&ミュージックレーベル「studio15 MUSIC」を設立。

### 2020年
11月20日、国内初となるTikTokクリエイターによるD2Cプラットフォーム「studio15 market（スタジオフィフティーンマーケット）」をローンチ。
12月9日、株式会社セレスが展開するポイントサイト「モッピー」の「TikTok」でポイントサイトでは日本初となるハッシュタグチャレンジ#モッピーダンスチャレンジを企画・制作をし公開したと発表。
12月25日、株式会社A Inc.が運営するライブ動画配信サービス「ふわっち」のサービスコンセプトを題材としたハッシュタグチャレンジ「#もう1人の自分はふわっちにいる」キャンペーンの企画・制作をし12月27日から実施すると発表。

### 2021年
6月1日、6月1日付で、TikTokにおいて国内最大規模のカップルクリエイター『きょんぺい』のいっぺい氏が特別顧問に就任したことを発表。
7月27日、TikTokにおいて人気の元祖コメディ系クリエイター『成瀬』と専属マネジメント契約を締結したことを発表。
10月4日、10月1日付で株式会社セレスにグループ入りしたことを発表。今後は、さらに加速するであろうTikTok市国内ナンバー1のTikTokクリエイタープロダクションを目指す。
10月17日、第16回渋谷音楽祭2021～SHIBUYA MUSIC SCRAMBLE～で所属カップルクリエイターの『きょんぺい』がMCを務めた。
10月20日、コミカルな動画でファン数70万を誇る「成瀬」がNon-Holic名義（2人組ユニット）で1stシングルを配信開始し、10月28日にZeppTokyoでLiveを行うことを発表。
11月4日、株式会社Hashpaletteが開発するブロックチェーン「Palette」を採用し、国内初となるTikTokクリエイターを中心としたNFTマーケット「studio15 market for NFT」を11月中にローンチ予定と発表。。
12月、TikTok/Youtubeクリエイターへの支援・育成を目的とした「Xプロジェクト～YouTube×TikTok～」をYouTube MCNのクリーク･アンド･リバー社と共同開始。。

### 2022年
6月30日、デジタルエコノミー特化のカスタマーサクセスソリューション・プロバイダーであるアディッシュ株式会社と事業連携を開始。。
7月、デジタル音声広告事業を展開する株式会社オトナルと連携し、TikTokとPodcastのクリエイターを複合的に起用するインフルエンサー広告プランの提供を開始。。

## 主要所属クリエイター（30万ファン以上）
総勢約140名のTikTok クリエイターが所属。その総フォロワー数規模は3,500万人・総再生回数50億回に上り、益々増え続けている。
- ✝️きょんぺい🕊
- とまちん
- きょっちゃん
- 林檎🍎
- Ray
- りーさ
- ちゆう Chiyu
- 🍮🍓プリッフィー🍮🍓
- 成瀬
- きょーへい
- ライ先生
- 美脚女神🗽
- タケダケン【業務提携】

## 元所属
- なっちゅん【業務提携】[19]

## 加盟団体
- クリエイターエコノミー協会